# Měděnec (berg i Tjeckien, Liberec)
Měděnec är ett berg i Tjeckien.   Det ligger i regionen Liberec, i den norra delen av landet, 110 km nordost om huvudstaden Prag. Toppen på Měděnec är 777 meter över havet, eller 114 meter över den omgivande terrängen. Bredden vid basen är 1,3 km.
Terrängen runt Měděnec är kuperad söderut, men norrut är den platt.Runt Měděnec är det ganska glesbefolkat, med 40 invånare per kvadratkilometer. Närmaste större samhälle är Nové Město pod Smrkem, 2,5 km nordväst om Měděnec. I omgivningarna runt Měděnec växer i huvudsak blandskog.